# Unfriended
Unfriended (lançado originalmente Cybernatural, também conhecido pelo seu título de trabalho, Offline)  um filme de suspense norte-americano de 2014, dirigido por Levan Gabriadze, escrito por Nelson Greaves, e produzido por Timur Bekmambetov, Jason Blum e Greaves. Foi lançado no Brasil em 2015 sob o título Amizade Desfeita.
Em 2018, foi lançada uma sequência: Unfriended: Dark Web. A história do segundo filme, no entanto, não tem relação com a do primeiro.

## Elenco
- Shelley Hennig como Blaire Lily
- Heather Sossaman como Laura Barnes
- Renee Olstead como Jess Felton
- Courtney Halverson como Val Rommel
- Jacob Wysocki como Ken Smith
- Will Peltz como Adam Sewell
- Moses Jacob Storm como Mitch Roussel
- Matthew Bohrer como Matt
- Mickey River e Cal Barnes como Chatroulette maconheiros
- Keriann Hoffman como Fletcher Reede
- Jimmy Bowers como Audrey Reede

## Enredo
O filme é apresentado através da tela do laptop da adolescente Blaire Lily, de Fresno, Califórnia. Um ano antes, sua amiga de infância Laura Barns havia cometido suicídio após a divulgação de um vídeo humilhante em que Laura é exposta severamente embriagada ao chão, com fezes claramente visíveis sobre o corpo. Blaire assiste ao vídeo de suicídio de Laura, em que ela se atira com uma arma na quadra de sua escola, antes de também assistir ao vídeo de sua humilhação, que ainda continua disponível no YouTube.
Blaire recebe uma chamada de Skype de seu namorado Mitch Roussel. Os dois começam a flertar, mas são interrompidos quando três de seus amigos: Adam Sewell (o melhor amigo de Mitch), Jess Felton e Ken Smith, juntam-se à chamada. Um quarto usuário misterioso, "billie227", sem foto ou câmera, também entra na chamada. Os cinco amigos tentam várias vezes se livrar desse usuário tentando bani-lo e reiniciando a chamada, mas sem sucesso, fazendo-os acreditar que deva ser algum problema técnico. Enquanto na chamada do Skype, Blaire e Mitch continuam a trocar mensagens privadas. A conta do Facebook de Laura começa a enviar mensagens para Blaire e Mitch, o que faz Blaire suspeitar que outra amiga sua, Val Rommel, está por trás disso e do usuário misterioso do Skype, enquanto que Mitch acredita que é o espírito de Laura querendo algo deles.
O grupo decide convidar Val para a chamada. Após a entrada de Val, o perfil do Facebook de Jess posta automaticamente várias fotos constrangedoras de Val embriagada e dopada (similares às de Laura). Val se irrita e exige que Jess exclua as fotos. Jess nega que tenha postado as fotos, mas por fim as remove. No entanto, as fotos reaparecem misteriosamente no perfil de Adam. Sentindo-se ameaçada, Val resolve chamar a polícia e desconecta-se da chamada sem dar explicações.
Blaire recebe um e-mail de uma conta desconhecida, contendo um link para uma imagem do Instagram. Ela tenta encaminhar o e-mail para outras pessoas, mas não encontra o botão e pede ajuda para Ken, que sugere que ela compartilhe sua tela. Ela o faz e após um tempo é instigada a abrir o link que lhe foi enviado. O link é uma foto do Instagram mostrando uma conversa no Facebook entre Laura e Val, em que Laura implora para que Val remova o vídeo constrangedor e Val responde rudemente dizendo para ela se matar. Com a publicação, usuários do Instagram começam a criticar Val, condenando sua atitude e a dizendo ser responsável pelo suicídio de Laura. Val então é readicionada à chamada, porém ela não é ouvida e sua câmera congela. Blaire tenta ligar para ela para ver o que aconteceu, seu celular vibra no balcão mas ainda não há resposta. Pouco depois, seu computador cai abruptamente no chão e agentes policiais chegam ao local e comunicam códigos numéricos policiais. Pesquisando sobre tais códigos na internet, o grupo chega à conclusão de que Val cometeu suicídio.
A conta misteriosa do Skype que ainda está na chamada, revelada ser a conta de Laura, começa a conversar com o grupo pelo chat do Skype e os proíbe de desligarem, ameçando-os de morte caso desobedeçam. Ken desliga da chamada por um tempo mas depois reconecta. A conta de Laura mostra a filmagem de uma câmera, logo revelada ser uma câmera escondida no quarto de Ken. Ele é então visto forçado a realizar atos prejudicais por uma força sobrenatural: ele coloca a mão num liquidificador ligado, antes de cometer suicídio com as lâminas do mesmo.
Laura desafia os quatro amigos restantes, apavorados, a jogar um jogo de beber em que "o perdedor morre". Os jogadores devem confessar atitudes constrangedoras dentro de um limite de tempo. Através desse jogo, os amigos são forçados a revelar seus segredos mais constrangedores. Entre eles, Blaire revela para Mitch que já fez sexo com Adam, causando uma confusão entre os três.
Blaire e Adam recebem mensagens em suas impressoras, mas dizem que não devem revelar o conteúdo delas. Mitch ameaça se matar caso Blaire não revele o seu. Sob pressão, Blaire revela que sua mensagem era "Se você revelar isso, Adam morrerá". Adam então comete suicídio instantaneamente, deixando os três amigos restantes chorando e profundamente decepcionados.
Prosseguindo com o jogo, Laura deseja saber quem zombou do seu túmulo. Jess se recusa admitir que o fez e suas luzes apagam. Blaire tenta usar o Chatroulette para pedir para alguém ligar para a polícia local para mandar agentes à casa de Jess. Ela consegue, porém Jess é mostrada sufocada pela sua chapinha logo depois.
Laura prossegue enviando mensagens privadas a Blaire perguntando quem postou o vídeo no YouTube. Apesar de hesitante, Blaire acaba admitindo que foi Mitch. Ele morre instantaneamente após isso, fincando uma faca no olho.
Laura agradece Blaire por te-la ajudado. No entanto, Laura continua contando regressivamente, para o desespero de Blaire. Blaire implora para que não seja morta, e tenta convencer Laura mostrando fotos dos bons momentos que elas tiveram juntas, e dizendo que são irmãs. Inalterada, Laura envia uma outra versão de seu vídeo de humilhação, em que Blaire é vista operando a câmera e dizendo: "Eu peguei ela!". Similarmente ao caso de Val, usuários do Facebook começam a responsabilizar Blaire pelo suicídio de Laura. Seu laptop é jogado para o ar e ela é atacada pelo espírito de Laura, encerrando o filme.